# Вичадеро
Вичадеро (исп. Vichadero) — город на севере Уругвая, в департаменте Ривера.

## География
Расположен в 132 км к юго-востоку от административного центра департамента, города Ривера и 105 км к северо-западу от города Мело. Город находится на пересечении автомобильных дорог № 6 и № 27.

## История
Получил статус малого города (Villa) 3 мая 1984 года, согласно постановлению № 15.538.

## Население
По данным на 2011 год население Вичадеро составляет 3698 человек.
| Год  | Население |
| ---- | --------- |
| 1963 | 1319      |
| 1975 | 3156      |
| 1985 | 2529      |
| 1996 | 3343      |
| 2004 | 4074      |
| 2011 | 3698      |

Источник: Instituto Nacional de Estadística de Uruguay